# Emil Manu
Emil Manu (pseudonimul literar al lui Emil Cismărescu, n. 9 octombrie 1922, Manu, România – d. 19 septembrie 2005, București, România) a fost un critic, istoric literar și poet român, autor de monografii și al Istoriei poeziei române moderne.

## Biografie
Emil Manu (Emil Cismărescu) s-a născut la data de 9 octombrie 1922 în satul Manu, comuna Tâmna, județul Mehedinți din părinții Ion și Ioana Cismărescu, țărani "din tată-n fiu" decedat în București în anul 2005. Căsătorit cu "doamna Puica" are 3 copii toti fiind absolventi ai facultății de medicină. Veteran de război cu gradul de maior.
Între 1929 și 1934 urmează cursurile școlii primare în satul natal iar între 1934 și 1942 îl găsim la Liceul "Traian" din Drobeta-Turnu Severin ca între 1942 și 1946 să urmeze Facultatea de Litere și Filosofie timp în care urmărește cursuri și la Facultatea de Drept din București. Întrerupe facultatea în august 1944  spre a urma Școala de Ofițeri de Rezervă (Infanterie Arad)până în mai 1945 după care își continuă studiile la București. Se reîntoarce la Drobeta-Turnu Severin unde este profesor secundar (mai întâi la Baia de Aramă) in perioada 1947-1954. În anul 1955 functionează ca secretar științific și cercetător la Societatea de Științe Filologice din București. Este arestat, judecat și condamnat pentru "uneltire" împotriva societății socialiste și "huliganism" în anul 1958. Până în 1962 este deținut la pușcăriile din Jilava și Peninsula, amândouă închisori de muncă forțată. După eliberare nu găsește nici o ocupație în meseria lui astfel încât este nevoit să lucreze pe mai multe șantiere de construcții ca muncitor necalificat. La cererea "Editurii Muzicale", în anul 1964, este numit ca "redactor documentarist" urmând ca trei ani mai târziu - în 1967 - să fie angajat (prin concurs) la Institutul de Istorie și Teorie Literară "George Călinescu" ca cercetător științific unde rămâne până la pensionare în 1982. În 1973 își susține lucrarea de doctorat în filologie cu teza "Ion Minulescu și conștiința simbolismului românesc". Prieten de o viață cu Gheorghe Bulgăr și mai târziu - până la moarte - cu dramaturgul Dan Tărchilă.

## Opere publicate

### Poezie
- Incunabule, EPL București, 1969;
- Ceremonia faianțelor, Ed. Eminescu, 1971;
- Ora magnoliilor, Ed. Eminescu, 1975;
- Ultima corabie cu pânză, Ed. Ion Creanga, 1976;
- Vesperalia, Ed. Eminescu, 1980;
- Ora reveriilor, Ed. Eminescu, 1989;
- Utopia nopții, Ed. Eminescu, 1998;
- Vesperalia, Ed. Eminescu, 1999;
- 133 de poezii, Ed. Vinea, 1999.

Este prezent în:
- Streiflicht – Eine Auswahl zeitgenössischer rumänischer Lyrik (81 rumänische Autoren), - "Lumina piezișă", antologie bilingvă cuprinzând 81 de autori români în traducerea lui Christian W. Schenk, Dionysos Verlag 1994, ISBN 3980387119
- SECHS RUMÄNISCHE DICHTER: Ausgewählt und übersetzt von Christian W. Schenk - (Ana Blandiana, Ion Caraion, Ștefan Augustin Doinaș, Marin Mincu, Emil Manu, Marin Sorescu) - Dionysos, Boppard, ISBN 978-1980320890

### Proză
- Mica eroica, Ed. Militară, 1970;
- Poezie si istorie la 1848 - Ed. Albatros 1974,
- Roza vânturilor, - jurnal de călătorie -, Ed. Sport-Turism, 1979;
- Poveștile de la ora șapte, Ed. Ion Creangă, 1983;
- Spațiu etern, - jurnal de călătorie -, Ed. Sport-Turism, 1985;
- Infernurile noastre (jurnal de detenție), Ed. Crater, 1995;
- Galaxia Eros, roman, Galați, Ed. Porto-Franco, 1997;

### Critică și istorie literară
- Traian Demetrescu, monografie, Societatea de Științe filologice, 1955;
- Prolegomene argheziene, EPL, 1968;
- Reviste românești de poezie, Ed. Academiei, 1972;
- Sinteze și antisinteze literare, Ed. Dacia, 1975;
- Arghezi, contemporanul nostru, Ed. Albatros, 1977;
- Eseu despre generația războiului, Ed. Cartea Românească, 1978;
- Ion Minulescu și conștiința simbolismului românesc, Ed. Minerva, 1981;
- Sensuri moderne și contemporane, Ed. Eminescu, 1982;
- Dimitrie Stelaru, monografie, Ed. Cartea Românească, 1984;
- Viața lui Marin Preda - Ed. Vestala
- Cafeneaua literară, Ed. Saeculum, I.O., 1997;

### Critică și istorie literară în colaborare
- Metodologia criticii și istoriei literare, Ed. Academiei, 1969;
- Probleme de literatură comparată și sociologie literară, Ed. Academiei, 1970;
- Temelii folclorice și orizont european, Ed. Academiei, 1971;
- Istoria și teoria comparatismului românesc, Ed. Academiei, 1972;
- Literatură română contemporană, I, Poezie, Ed. Academiei, 1980;
- Christian W. Schenk - O prezență poetică în literatura română - împreună cu Gheorghe Bulgăr,Ed. Doris, 220 pagini ISBN 973-95885-3-0, București;
- Roman im Gespräch, Leipzig, 1982;
- Literatur Rumäniens 1944-1980, Berlin, 1983.

### Ediții critice
- Ion Minulescu, Tudor Arghezi, V. Demetrius, Ion Caraion.

### Traduceri
- Rainer Maria Rilke - Rodin; Eminescu în timp și spațiu, Ed. Doina, 2000.

## Premii și distincții
- Medalia comemorativă a 150 de ani de la nașterea lui M. Eminescu;
- Medalia de participant la cel de-al doilea război mondial, veteran de război;
- Premiul special al juriului Uniunii Scriitorilor pentru întreaga activitate, 2000;
- Premiul Academiei Române (2001);[2]
- Premiul Uniunii Scriitorilor (2002).[2]

În 1997 cartea de poezie "Ora reveriilor" a apărut în limba germană sub titlul de "Traumstunde", în traducerea lui Christian W. Schenk.

### Decorații
- Ordinul național „Pentru Merit” în grad de Ofițer (1 decembrie 2000) „pentru realizări artistice remarcabile și pentru promovarea culturii, de Ziua Națională a României”[3]